# Kozloz
Kozloz (nemško Grafenau) je naselje občine Šmohor - Preseško jezero v okraju Šmohor na Koroškem v Avstriji.